# Lefebvrea brachystyla
Lefebvrea brachystyla är en flockblommig växtart som beskrevs av William Philip Hiern och Daniel Oliver. Lefebvrea brachystyla ingår i släktet Lefebvrea och familjen flockblommiga växter. Inga underarter finns listade i Catalogue of Life.